# Шиса (митология)
Шиса (на окинава езика: シーサー) е традиционен културен артефакт и украса на рюкюан (източноазиатска етническа група, говореща японски, произхождаща от островите Рюкю), произлизащи от китайските лъвове пазители – кучета Фу, често срещани в подобни двойки, наподобяващи кръстоска между лъв и куче, от Окинавската митология.

## Предназначение
Шиса са охранители, за които се смята, че предпазват от някои злини. Хората поставят чифтове шиса на покривите си или отстрани на портите на къщите си, като лявата шиса традиционно има затворена уста, а дясната – отворена уста. Шиса с отворена уста традиционно прогонва злите духове, а шиса със затворена уста поддържа добрите духове.

## История
Подобно на komainu („кучетата лъв“), шиса са разновидност на кучета Фу от Китай. От периода Едо те започват да се наричат „кучета-пазачи“ като цяло в континентална Япония. Полът на шиса се определя по различен начин. Някои жители на Окинава вярват, че мъжкият е със затворена уста, за да държи лошото далеч от дома, докато женската е с отворена уста, за да споделя доброта. Други смятат, че женската е със затворена уста, за да „запази доброто“, докато мъжкият е с отворена уста, за да „изплаши лошите“.
- Типична лява шиса
(със затворена уста)
- Типична дясна шиса
(с отворена уста)

## Галерия
- Разновидности на шиса (с изключение на дракона) в магазин
- Шиса за продан
- Шиса на вендинг машини
- Чифт шиса
- Шиса в град Такетоми (Курошима)
- Шиса нарисувана върху опашката на самолет на RAC
- Шиса с отворена уста върху традиционен керемиден покрив в префектура Окинава
- Вятърният лъв в окръг Кинмен, Тайван
- Институтът за наука и технологии на Окинава използва стилизирано шиса за свое лого
- Шиса в Наго, префектура Окинава
- Статуя на Шиса от остров Мияко
- Tomori шиса, Окинава Япония